# Tahina spectabilis
A Tahina spectabilis a pálmafélék (Arecaceae) családjába és az üstököspálma-formák (Coryphoideae) alcsaládjába tartozó monotipikus Tahina nemzetség egyetlen faja. Különlegessége, hogy életében egyszer virágzik, és miután termést hoz, elhal.
A Madagaszkár északnyugati részén lévő Analalava körzet endemikus növénye, elterjedése rendkívül korlátozott. Egyedszámát nem becsülik többre száznál. Még legközelebbi rokonaitól is olyannyira különbözik, hogy önálló nemzetségbe sorolták. A Tahina legközelebbi rokonai a Chuniophoenix, a Kerriodoxa és a Nannorrhops nemzetségek (e négy nemzetség alkotja a Chuniophoeniceae nemzetségcsoportot), melyek képviselői az Arab-félszigeten, Thaiföldön és Kínában élnek.

## Leírása
A Tahina spectabilis egy nagy, fatermetű pálma, a Madagaszkáron őshonos nagyjából 170 pálmafaj közül a legnagyobb. Törzse elérheti a 18 méteres magasságot, leveleinek hossza pedig az 5 métert. Megjelenésében nem különbözik jelentősen más pálmáktól. Különlegessége az, hogy életében egyszer terem, majd elhal. Életének végén – a becslések szerint 30-50 éves korában – hatalmas, több száz virágot hordozó virágzatot növeszt. A hatalmas mennyiségű virág és termés táplálása olyannyira kimeríti a növény erőforrásait, hogy néhány hónapon belül elpusztul.

## Felfedezése, elnevezése
A fajra először egy francia kesuültetvényes, Xavier Metz figyelt fel 2006-ban, amikor a családjával kirándulva egy virágzó példányra lelt. Fényképeket készített a fáról, amiket elküldött a Királyi Botanikus Kertekbe azonosításra. Később DNS-vizsgálatok alapján bizonyossá volt, hogy újonnan felfedezett fajról van szó. A fajt tudományosan John Dransfeld és Mijoro Rakotoarinivo botanikusok írták le, a faj neve Tahina spectabilis lett. A Tahina nemzetségnevet Xavier Metz lánya, Anne-Tahina Metz után kapta, jelentése malagaszi nyelven áldott, védett. A spectabilis faji jelző latin szó, jelentése látványos.
A Nemzetközi Fajkutató Intézet (International Institute for Species Exploration) 2009-ben a 2008-as év 10 legkülönlegesebb újonnan leírt faja közé választotta.

## Képek

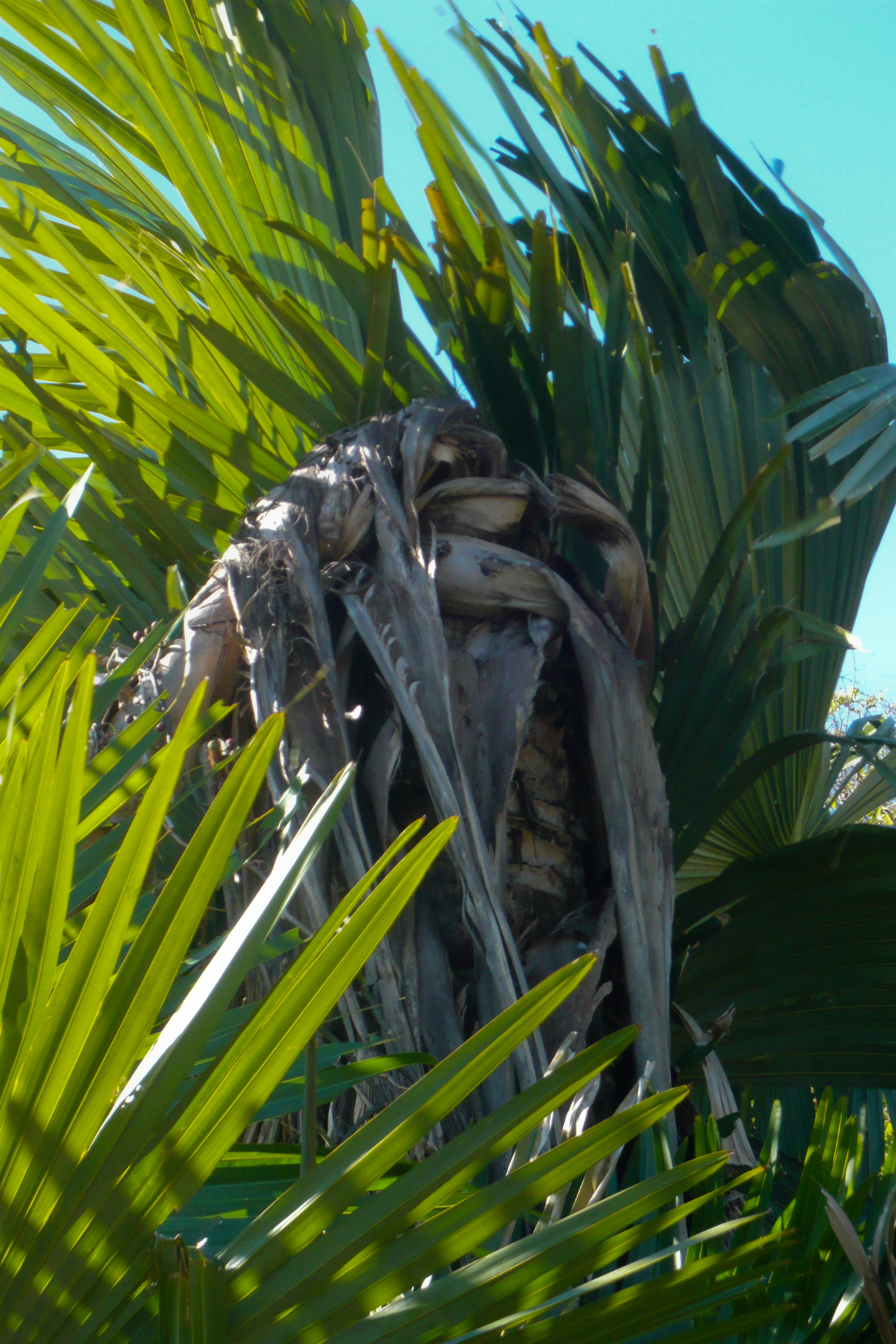
Elszáradt, összeomlott virágzat
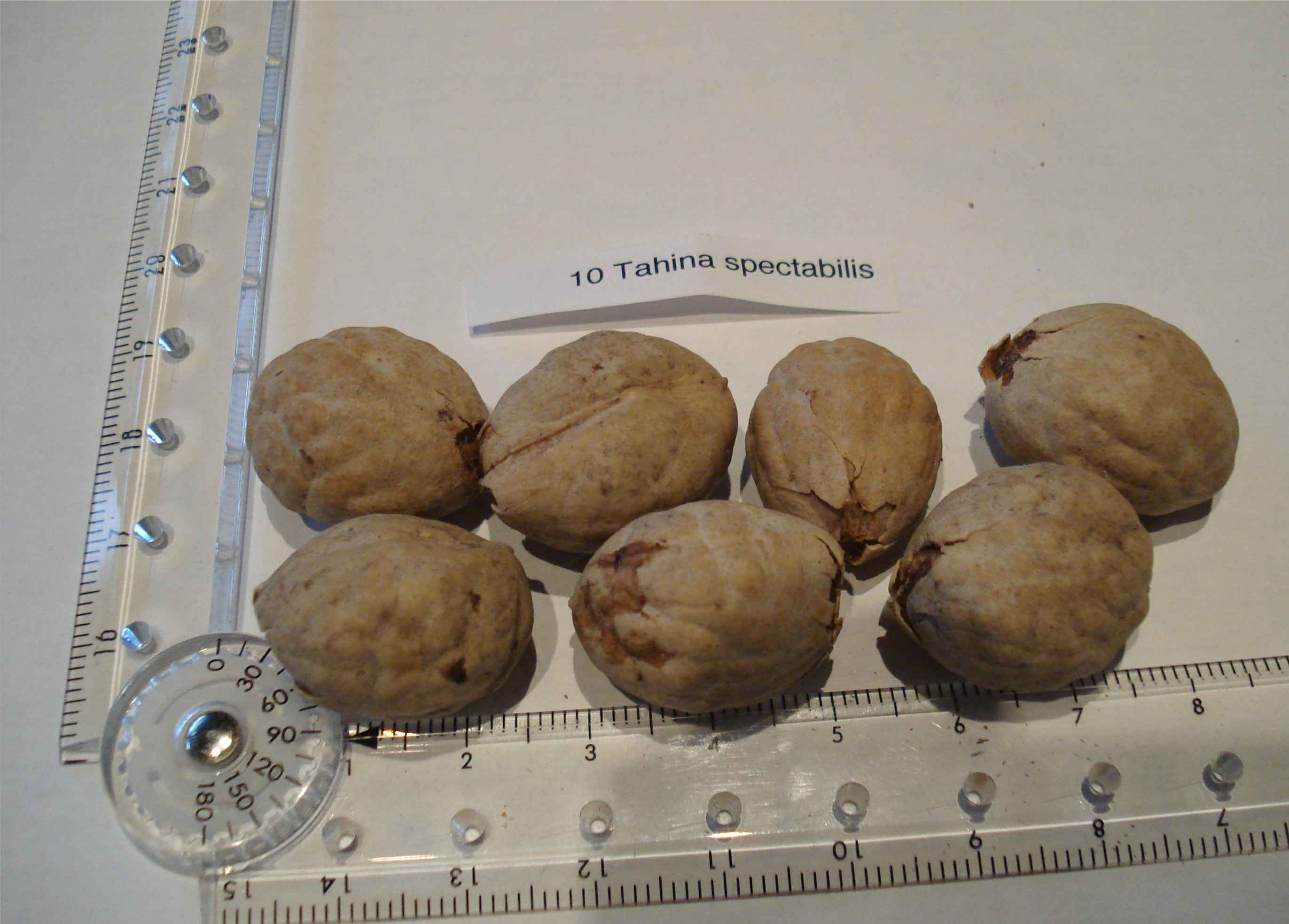
Érett magvak
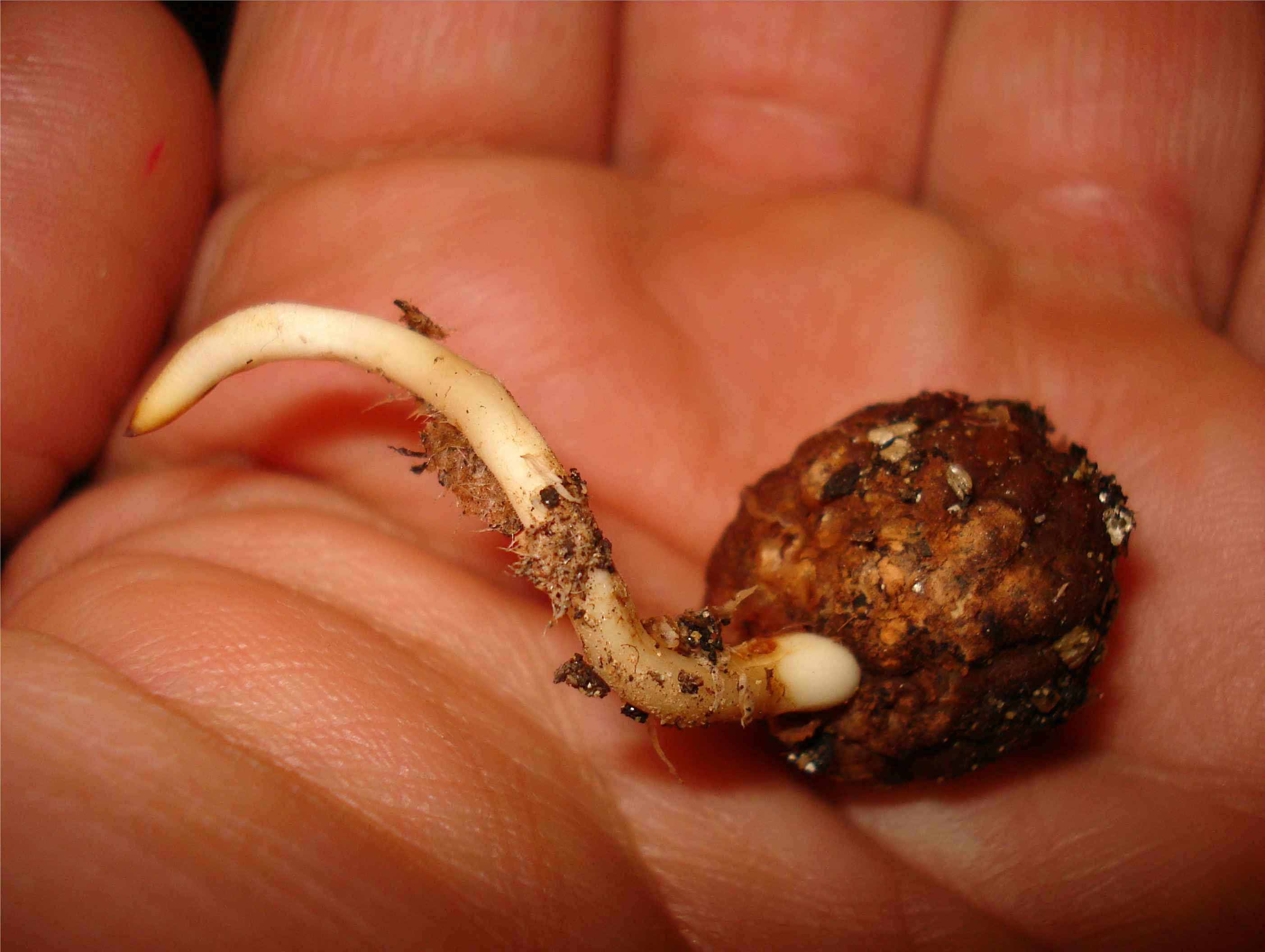
Csírázó mag
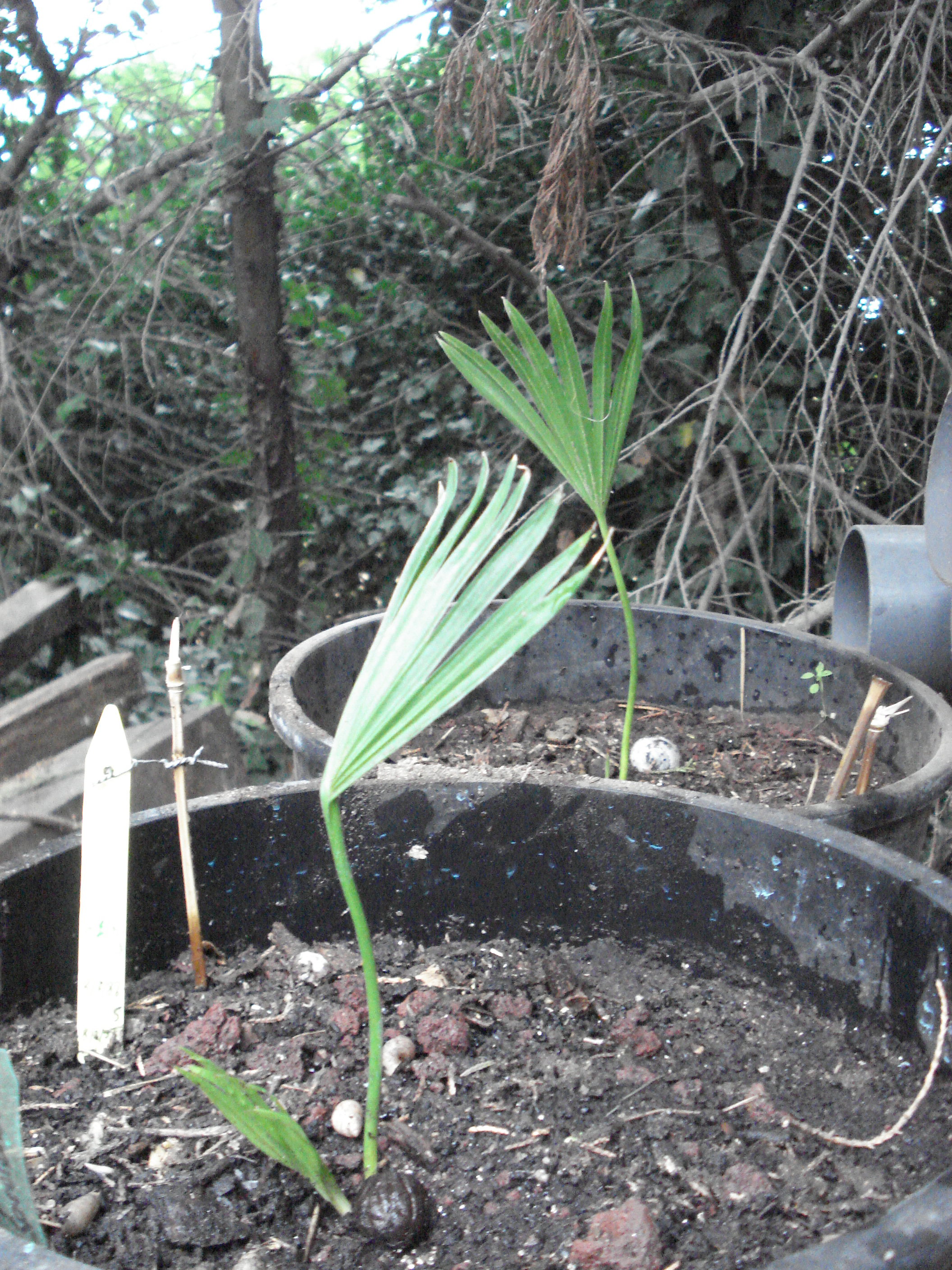
Fiatal hajtások